# Суперфосфат
Суперфосфат — найпоширеніше просте мінеральне фосфорне добриво. Добриво містить гіпс та інші домішки (фосфати заліза та алюмінію, кремнезем, сполуки фтору та ін.).

## Різновиди
Простий суперфосфат, суміш Ca(H2PO4)2*H2O та CaSO4
Сірий порошок, що майже не злежується, середньорозсіюваний; у добриві 23-29,5% засвоюваного рослинами P2 O5. Гранульований суперфосфат отримують з простого (порошкуватого), зволожуючи його й обгортаючи гранулами (діаметр їх в основному 2-4 мм) в барабанах, що обертаються. Має підвищене розсіювання.
Подвійний суперфосфат, Ca(H2PO4)2·H2O
Містить 45-48% засвоюваної рослинами P2O5 дуже мало гіпсу, випускається переважно гранульованим. До складу амонізованого суперфосфату, крім 14—19,5 % P2O5 входить не менше 1,6% аміаку; марганізованого суперфосфату - 1,5-2,5% марганцю; борного суперфосфату — 0,1-0,3% бору; молібденового суперфосфату - 0,1% молібдену.

### Отримання суперфосфату
Отримують простий суперфосфат з фосфоритів, обробляючи їх сірчаною кислотою, за реакцією:
{\displaystyle \mathrm {Ca_{3}(PO_{4})_{2}+2\ H_{2}SO_{4}+4\ H_{2}O\rightarrow Ca(H_{2}PO_{4})_{2}+2\ \lbrack CaSO_{4}\cdot 2\ H_{2}O\rbrack } }

### Отримання подвійного суперфосфату
Для отримання подвійного суперфосфату фосфорит обробляють фосфорною кислотою, отриманою з апатиту або фосфориту та сірчаної кислоти. Відрізняється від простого суперфосфату невеликим вмістом гіпсу, тому є концентрованим добривом.
{\displaystyle \mathrm {Ca_{3}(PO_{4})_{2}+4\ H_{3}PO_{4}\rightarrow 3\ Ca(H_{2}PO_{4})_{2}} }

## Застосування
Суперфосфат застосовують на всіх ґрунтах як основне передпосівне, припосівне (краще гранульований суперфосфат) добрива та підживлення. Особливо ефективний на лужних та нейтральних ґрунтах. У кислому ґрунті фосфорна кислота добрива перетворюється на важкодоступні рослинам фосфати алюмінію та заліза. У цьому випадку дія суперфосфату підвищується при змішуванні його перед внесенням з борошном фосфоритним, вапняком, крейдою, перегноєм при застосуванні на вапняних полях (див. Вапнування грунтів).

## Історія
До середини XIX століття в сільському господарстві в якості фосфорних добрив застосовувалися кісткове борошно, екскременти тварин і людини (в основному у вигляді гуано). Але запаси гуано швидко закінчувалися, а розчинність кісткового борошна була недостатня ефективного надходження фосфору в рослини. 
У 1840 році німецький вчений Юстус фон Лібіх продемонстрував, що ефективність кісткового борошна як добрива значно збільшувалася після обробки сірчаною кислотою.  В 1842 в Англії цей процес був запатентований, а продукт отримав назву «суперфосфат». У 1843 році розпочала роботу перша фабрика з перероблення кісткового борошна в Англії. У комерційне виробництво суперфосфату почалося 1852 року.
Пік споживання простого суперфосфату було досягнуто у 1940-х роках, після чого його почали сильно тіснити на ринку подвійний суперфосфат та амонійфосфати. 
В обложеному Ленінграді сумішшю суперфосфату (три частини) з водою (одна частина) обмазували дерев'яні конструкції горищ житлових будинків та об'єктів від запальних бомб.